# Волчеягодник душистый
Волчеягодник душистый, или Волчеягодник пахучий, или Волчеягодник зимний (лат. Daphne odora) — вечнозеленый или полулистопадный кустарник, вид рода Волчеягодник семейства Волчниковые (Thymelaeaceae). Естественная область распространения находится в Китае и Японии, культивируется во многих частях света.

## Ботаническое описание
Небольшое растение высотой около 1 метра.
Листья глянцевые
Цветки трубчатые из 4 долей, бледно-розового цвета с сильным ароматом.
Плоды — ядовитые ягоды красного цвета.

## Значение и применение
Выращивается как садовое декоративное растение, может использоваться в альпийских горках. Известны пестролистные и морозостойкие садовые формы.